# René Sommer
René Sommer est un inventeur et informaticien suisse ayant participé à la création de la souris. Il est décédé le 5 octobre 2009 à Saint-Légier.

## Biographie
René Sommer est né à Djakarta de « deux parents suisses alémaniques ». Il s'intéresse très tôt aux sciences, notamment au travers des manuels de physique de son grand-frère. Il fait la rencontre du professeur Jean-Daniel Nicoud, alors maître au Collège de l'Élysée, à Lausanne, lors d'un cours consacré à l'électronique logique nommé « Loisirs d'électronique ». C'est à la suite de cette initiation que le jeune élève met au point les plans d'une machine permettant de jouer au jeu de Nim. Cette machine, nommée Nimmer (contraction de Nim et Sommer), lui vaut la 2ème place au concours « La science appelle les jeunes » en 1969. Ce succès s'accompagne de 1 000 francs suisses et d'un voyage aux États-Unis.
René Sommer poursuit ses études à l'École polytechnique fédérale de Lausanne. Il y travaille aussi comme assistant au laboratoire de micro-informatique (LAMI) de Jean-Daniel Nicoud.
À partir de 1982 et jusqu'à son décès, l'informaticien romand travaille pour l'entreprise Logitech, aux côtés de Daniel Borel.

## LeNimmer(1969)
Le Nimmer permet de jouer à une variante du Jeu de Nim. Opposant une personne à la machine, le jeu consiste à éteindre 1, 2 ou 3 lumières à tour de rôle grâce aux boutons présents sur le boîtier métallique. Le but est de ne pas être la dernière personne à éteindre une lumière. Le jeu étant peu complexe, il est parfait pour les démonstrations de machines informatiques. Sans qualifier le Nimmer de jeu vidéo, celui-ci fait toutefois partie de l'histoire de l'informatique et du jeu vidéo en Suisse (en).
La machine est constituée d'un boîtier métallique avec des lumières sur sa face et plusieurs boutons. Elle contient « 230 transistors et 600 à 700 résistances ».
Plusieurs autres machines permettent de jouer au jeu de Nim : le Nimatron (1940), le Nimrod (1951) et le Marienbad (1962).

## Amélioration de la souris
René Sommer a participé à la création de la souris moderne en y ajoutant notamment un microprocesseur,. En se basant sur le travail de Douglas Engelbart ainsi que celui d'André Guignard, René Sommer travailla d'abord en tant qu'indépendant sur la souris, avant que Daniel Borel n'arrive à le convaincre de rejoindre Logitech comme «Consulting Director».

« Issu de l'EPFL […], René a été à l'origine du succès de nos souris. En fait, à nos débuts, il était le seul et unique ingénieur de Logitech! Et c'est grâce à lui que Logitech a pu développer des relations privilégiées avec les OEMs (producteurs d'ordinateurs), ce qui, par la suite, nous a permis de partir à l'assaut du marché de détail. »

— Daniel Borel, à l'époque président du conseil d'administration de Logitech group.

## Liste de brevets
| Numéro de brevet | Titre                                                                                  | Date |
| ---------------- | -------------------------------------------------------------------------------------- | ---- |
| EP0310230A3      | Dispositif et procédé optoélectronique à faible puissance                              | 1988 |
| US5256913        | Low power optoelectronic device and method                                             | 1991 |
| EP0505126A2      | Interface périphérique sans fil                                                        | 1992 |
| US6248018B1      | Electromagnetic pointing device using varying overlap of coils and conductive elements | 1998 |
| US6300620B1      | Optical sensor for pointing device with conical disks and single photodetector         | 1999 |
| US6476375B1      | Optical sensor for pointing device with conical disks and single photodetector         | 2000 |
| WO2001062019A2   | Pont à usage double pour communications sans fil                                       | 2000 |
| DE102005044836A1 | Codierungsverfahren und drahtloses Übertragungssystem                                  | 2004 |
| US7313640B2      | System and method for transmitting bidirectional signals over a cable antenna          | 2004 |